# Вимислув (Опольський повіт)
Вимислув (пол. Wymysłów) — село в Польщі, у гміні Карчміська Опольського повіту Люблінського воєводства.
Населення — 217 осіб (2011).
У 1975-1998 роках село належало до Люблінського воєводства.

## Демографія
Демографічна структура станом на 31 березня 2011 року:
|          | Загалом | Допрацездатний вік | Працездатний вік | Постпрацездатний вік |
| -------- | ------- | ------------------ | ---------------- | -------------------- |
| Чоловіки | 111     | 25                 | 75               | 11                   |
| Жінки    | 106     | 17                 | 59               | 30                   |
| Разом    | 217     | 42                 | 134              | 41                   |